# Valaská Belá
Valaská Belá es un municipio del distrito de Prievidza en la región de Trenčín, Eslovaquia, con una población estimada a final del año 2024 de 1905 habitantes.
Se encuentra ubicado al este de la región, cerca del río Nitra (cuenca hidrográfica del Danubio) y de la frontera con las regiones de Banská Bystrica y Žilina.

## Demografía
| Año        | 1994 | 2004     | 2014    | 2024     |
| ---------- | ---- | -------- | ------- | -------- |
| Población  | 2599 | 2327     | 2171    | 1905     |
| Diferencia |      | −10,46 % | −6,70 % | −12,25 % |

| Año        | 2023 | 2024    |
| ---------- | ---- | ------- |
| Población  | 1946 | 1905    |
| Diferencia |      | −2,10 % |